# Boophis baetkei
Boophis baetkei is een kikker uit de familie gouden kikkers (Mantellidae). De soort werd voor het eerst wetenschappelijk beschreven door Jörn Köhler, Frank Glaw en Miguel Vences in 2008. De soort behoort tot het geslacht Boophis. De soortaanduiding baetkei is een eerbetoon aan Claus Bätke.

## Leefgebied
De kikker is endemisch in Madagaskar en komt alleen voor in de noordelijke regio Diana op een hoogte van ongeveer 470 meter boven zeeniveau.

## Beschrijving
De soort heeft een gemiddelde lengte van ongeveer 30 millimeter. De rug is groen met kleine roodachtige vlekjes. De buik is wit en de keel is gelig.